# Луисвил (Колорадо)
Луисвил (енгл. Louisville) град је у америчкој савезној држави Колорадо.

## Демографија
По попису из 2010. године број становника је 18.376, што је 561 (-3,0%) становника мање него 2000. године.
| Група             | 2000.          | 2010.          |
| Белци             | 16.774 (88,6%) | 15.782 (85,9%) |
| Афроамериканци    | 177 (0,9%)     | 112 (0,6%)     |
| Азијати           | 672 (3,5%)     | 729 (4,0%)     |
| Хиспаноамериканци | 950 (5,0%)     | 1.318 (7,2%)   |
| Укупно            | 18.937         | 18.376         |